# Tour de France 2022/15. Etappe
Die 15. Etappe der Tour de France 2022 fand am 17. Juli 2022 statt. Die Strecke führte von Rodez über 202,5 Kilometer nach Carcassonne, wo am folgenden Tag der dritte und letzte Ruhetag der 109. Austragung des französischen Etappenrennens abgehalten wurde. Nach der Zielankunft hatten die Fahrer insgesamt 2550,5 Kilometer absolviert, was 76,2 % der Gesamtdistanz der Rundfahrt entsprach.

## Streckenführung
Der neutralisierte Start erfolgte in Rodez auf dem Boulevard Gambetta vor der Kathedrale von Rodez. Anschließend verließen die Fahrer den Startort in Richtung Süden und überquerten dabei den Aveyron.
Der offizielle Start erfolgte nach 4,7 gefahrenen Kilometern auf der D888 in der Gemeinde Olemps. Anschließend führte die Strecke Richtung Süden über mehrere kurze und nicht kategorisierte Anstiege. Dabei wurden Ortschaften wie Cassagnes-Bégonhès, La Selve, Réquista und Valence-d’Albigeois durchfahren. Bei Ambialet überquerten die Fahrer den Tarn und gelangten nach 64,5 Kilometern zum ersten kategorisierten Anstieg des Tages. Dieser führte auf die 4,4 Kilometer lange Côte de Ambialet (428 m) und war als Bergwertung der 3. Kategorie klassifiziert. Nun verließen die Fahrer das Zentralmassiv und es folgten rund 70 großteils flache Kilometer, auf denen Réalmont, Lautrec, Vielmur-sur-Agout und Puylaurens durchfahren wurden. Kurz nach Revel wurde beim Stausee von Saint-Ferréol 55,5 Kilometer vor dem Ziel ein Zwischensprint ausgefahren. Die Fahrer befanden sich nun in der Montagne Noire, und es folgte wenig später die Bergwertung der Côte de Cammazes (647 m). Dieser Anstieg war als Bergwertung der 3. Kategorie klassifiziert und wies bei einer Länge von 5,1 Kilometer eine durchschnittliche Steigung von 4,1 % auf. Nachdem die Kuppe 47,9 Kilometer vor dem Ziel passiert wurde, folgte eine lange Abfahrt mit mehreren Gegensteigungen, die über Saissac und Saint-Denis nach Villegailhenc führte. Die letzten 12,8 Kilometer verliefen auf flachen Straßen zum Zielort Carcassonne, wo sich das Ziel auf dem Boulevard Marcou befand. Rund 200 Meter vor dem Ziel machte die lange Zielgerade einen leichten Knick nach links.
|                            | Ort                   | Kilometer | Länge (km) | Höhe (m) | Ø Steigung |
| -------------------------- | --------------------- | --------- | ---------- | -------- | ---------- |
| neutralisierter Start      | Rodez                 | 0-4,7     |            |          |            |
| offizieller Start          | Olemps                | 0         |            |          |            |
| Bergwertung (3. Kategorie) | Côte de Ambialet      | 68,9      | 4,4        | 428      | 4,6 %      |
| Zwischensprint             | Revel (Saint-Ferréol) | 147,0     |            |          |            |
| Bergwertung (3. Kategorie) | Côte de Cammazes      | 154,6     | 5,1        | 647      | 4,1 %      |
| Ziel                       | Carcassonne           | 202,5     |            |          |            |

## Rennverlauf
Abermals mussten zwei Fahrer die Rundfahrt aufgrund eines positiven Covid-Tests verlassen; dieses Mal traf es die beiden vorherigen Etappensieger Magnus Cort Nielsen (EF Education-EasyPost) und Simon Clarke (Israel-Premier Tech). Zudem verließ Primož Roglič vom Team Jumbo-Visma die Tour wegen der Folgen seines Sturzes auf der fünften Etappe. Damit verlor der Träger des Gelben Trikots, Jonas Vingegaard, seinen Edelhelfer.
Die Etappe fand bei Temperaturen von bis 40 °C statt, wegen der Hitze wurde die Karenzzeit auf 20 Prozent erhöht. Kurz nach dem Start bildeten Nils Politt (Bora-hansgrohe), Wout van Aert (Jumbo-Visma) und Mikkel Frølich Honoré (Quick-Step Alpha Vinyl Team) eine Ausreißergruppe. Diese gewann gut zwei Minuten Vorsprung, obgleich sich Honoré nicht an der Arbeit beteiligte, da sein Team auf einen Zielsprint mit Fabio Jakobsen hoffte. Nach rund 40 km ließ sich van Aert auf Weisung seines Sportlichen Leiters zum Hauptfeld zurückfallen. Der Vorsprung der beiden verbliebenen Fahrer betrug nie mehr als drei Minuten. Unterdessen schlug sich Michael Mørkøv (Quick-Step Alpha Vinyl), der angeschlagen wirkte und gleich zu Beginn den Anschluss verloren hatte, allein 20 Minuten hinter dem Peloton durch.
Wie schon am Vortag geschah im Mittelteil der Etappe für rund 100 km nichts von Belang, bis kurz vor Revel Demonstranten auf der Straße saßen. Das Peloton musste abbremsen, wobei Steven Kruijswijk (Jumbo-Visma) zu Fall kam und mit Schlüsselbeinbruch aufgeben musste. Gleich darauf in Revel kam Vingegaard zusammen mit seinem Teamkollegen Tiesj Benoot zu Fall, was aber folgenlos blieb.
Revel war auch Ausgangspunkt der Steigung in die Montagne Noire. Gleich zu Beginn wurden Politt und Honoré überholt und Sprinter wie Fabio Jakobsen, Caleb Ewan (Lotto Soudal) und Dylan Groenewegen (Team BikeExchange-Jayco) abgehängt, wobei Letzterer nach langer Aufholjagd wieder Anschluss fand. Am Hochpunkt der Steigung unternahmen Benjamin Thomas (Cofidis) und Alexis Gougeard (B&B Hotels-KTM) einen Ausreißversuch, gewannen aber kaum eine halbe Minute Vorsprung.
Das Peloton erreichte Carcassonne mit noch gut 100 Fahrern. Benjamin Thomas wehrte sich nach Kräften und wurde erst in den letzten 500 Metern eingeholt. Den Sprint gewann Jasper Philipsen (Alpecin-Deceuninck) vor Wout van Aert und Mads Pedersen (Trek-Segafredo). Für Philipsen war es der erste Etappensieg bei der Tour de France nach acht Podiums.
Michael Mørkøv erreichte mit einem Rückstand von 1:05:40 h zum Etappensieger das Ziel, er hat die Karenzzeit von 53 Minuten nicht eingehalten und musste die Tour de France vorzeitig beenden. Der Däne von Quick-Step-Alpha Vinyl fuhr fast den ganzen Tag, über 200 Kilometer, allein hinter dem Peloton – als Philipsen die Ziellinie überquerte, hatte Mørkøv noch mehr als 25 Kilometer zu bewältigen.

## Ergebnis
| \| Etappenergebnis \| Etappenergebnis \| Etappenergebnis \| Etappenergebnis \| Etappenergebnis \| \| Fahrer \| Fahrer \| Land \| Team \| Zeit \| \| --------------- \| ----------------- \| ---------------------- \| ---------------------------------- \| --------------- \| \| 1. \| Jasper Philipsen \| Belgien \| Alpecin-Deceuninck \| 4 h 27 min 27 s \| \| 2. \| Wout van Aert \| Belgien \| Jumbo-Visma \| + 0 s \| \| 3. \| Mads Pedersen \| Dänemark \| Trek-Segafredo \| + 0 s \| \| 4. \| Peter Sagan \| Slowakei \| TotalEnergies \| + 0 s \| \| 5. \| Danny van Poppel \| Niederlande \| Bora-Hansgrohe \| + 0 s \| \| 6. \| Dylan Groenewegen \| Niederlande \| BikeExchange-Jayco \| + 0 s \| \| 7. \| Florian Sénéchal \| Frankreich \| Quick-Step Alpha Vinyl \| + 0 s \| \| 8. \| Luca Mozzato \| Italien \| B&B Hotels-KTM \| + 0 s \| \| 9. \| Andrea Pasqualon \| Italien \| Intermarché-Wanty-Gobert Matériaux \| + 0 s \| \| 10. \| Fred Wright \| Vereinigtes Königreich \| Bahrain Victorious \| + 0 s \| |                   |                        |                                    |                 |
| |                   |                        |                                    |                 |
| Quelle: ProCyclingStats |                   |                        |                                    |                 |
| Etappenergebnis |                   |                        |                                    |                 |
| Fahrer | Fahrer            | Land                   | Team                               | Zeit            |
| 1. | Jasper Philipsen  | Belgien                | Alpecin-Deceuninck                 | 4 h 27 min 27 s |
| 2. | Wout van Aert     | Belgien                | Jumbo-Visma                        | + 0 s           |
| 3. | Mads Pedersen     | Dänemark               | Trek-Segafredo                     | + 0 s           |
| 4. | Peter Sagan       | Slowakei               | TotalEnergies                      | + 0 s           |
| 5. | Danny van Poppel  | Niederlande            | Bora-Hansgrohe                     | + 0 s           |
| 6. | Dylan Groenewegen | Niederlande            | BikeExchange-Jayco                 | + 0 s           |
| 7. | Florian Sénéchal  | Frankreich             | Quick-Step Alpha Vinyl             | + 0 s           |
| 8. | Luca Mozzato      | Italien                | B&B Hotels-KTM                     | + 0 s           |
| 9. | Andrea Pasqualon  | Italien                | Intermarché-Wanty-Gobert Matériaux | + 0 s           |
| 10. | Fred Wright       | Vereinigtes Königreich | Bahrain Victorious                 | + 0 s           |

## Gesamtstände
| \| Gesamtwertung \| Gesamtwertung \| Gesamtwertung \| Gesamtwertung \| Gesamtwertung \| \| Fahrer \| Fahrer \| Land \| Team \| Zeit \| \| ------------- \| ---------------- \| ---------------------- \| ---------------------------------- \| ---------------- \| \| 1. \| Jonas Vingegaard \| Dänemark \| Jumbo-Visma \| 59 h 58 min 28 s \| \| 2. \| Tadej Pogačar \| Slowenien \| UAE Team Emirates \| + 2 min 22 s \| \| 3. \| Geraint Thomas \| Vereinigtes Königreich \| Ineos Grenadiers \| + 2 min 43 s \| \| 4. \| Romain Bardet \| Frankreich \| Team DSM \| + 3 min 01 s \| \| 5. \| Adam Yates \| Vereinigtes Königreich \| Ineos Grenadiers \| + 4 min 06 s \| \| 6. \| Nairo Quintana \| Kolumbien \| Arkéa-Samsic \| + 4 min 15 s \| \| 7. \| Louis Meintjes \| Südarfika \| Intermarché-Wanty-Gobert Matériaux \| + 4 min 24 s \| \| 8. \| David Gaudu \| Frankreich \| Groupama-FDJ \| + 4 min 24 s \| \| 9. \| Thomas Pidcock \| Vereinigtes Königreich \| Ineos Grenadiers \| + 8 min 49 s \| \| 10. \| Enric Mas \| Spanien \| Movistar Team \| + 9 min 58 s \| |                  |                        |                                    |                  |
| |                  |                        |                                    |                  |
| Quelle: ProCyclingStats |                  |                        |                                    |                  |
| Gesamtwertung |                  |                        |                                    |                  |
| Fahrer | Fahrer           | Land                   | Team                               | Zeit             |
| 1. | Jonas Vingegaard | Dänemark               | Jumbo-Visma                        | 59 h 58 min 28 s |
| 2. | Tadej Pogačar    | Slowenien              | UAE Team Emirates                  | + 2 min 22 s     |
| 3. | Geraint Thomas   | Vereinigtes Königreich | Ineos Grenadiers                   | + 2 min 43 s     |
| 4. | Romain Bardet    | Frankreich             | Team DSM                           | + 3 min 01 s     |
| 5. | Adam Yates       | Vereinigtes Königreich | Ineos Grenadiers                   | + 4 min 06 s     |
| 6. | Nairo Quintana   | Kolumbien              | Arkéa-Samsic                       | + 4 min 15 s     |
| 7. | Louis Meintjes   | Südarfika              | Intermarché-Wanty-Gobert Matériaux | + 4 min 24 s     |
| 8. | David Gaudu      | Frankreich             | Groupama-FDJ                       | + 4 min 24 s     |
| 9. | Thomas Pidcock   | Vereinigtes Königreich | Ineos Grenadiers                   | + 8 min 49 s     |
| 10. | Enric Mas        | Spanien                | Movistar Team                      | + 9 min 58 s     |

| Punktewertung | Punktewertung      | Punktewertung          | Punktewertung          | Punktewertung |
| Fahrer        | Fahrer             | Land                   | Team                   | Punkte        |
| ------------- | ------------------ | ---------------------- | ---------------------- | ------------- |
| 1.            | Wout van Aert      | Belgien                | Jumbo-Visma            | 378 P.        |
| 2.            | Tadej Pogačar      | Slowenien              | UAE Team Emirates      | 182 P.        |
| 3.            | Jasper Philipsen   | Belgien                | Alpecin-Deceuninck     | 176 P.        |
| 4.            | Mads Pedersen      | Dänemark               | Trek-Segafredo         | 158 P.        |
| 5.            | Fabio Jakobsen     | Niederlande            | Quick-Step Alpha Vinyl | 155 P.        |
| 6.            | Christophe Laporte | Frankreich             | Jumbo-Visma            | 121 P.        |
| 7.            | Michael Matthews   | Australien             | BikeExchange-Jayco     | 118 P.        |
| 8.            | Peter Sagan        | Slowakei               | TotalEnergies          | 104 P.        |
| 9.            | Jonas Vingegaard   | Dänemark               | Jumbo-Visma            | 96 P.         |
| 10.           | Fred Wright        | Vereinigtes Königreich | Bahrain Victorious     | 83 P.         |

| Bergwertung | Bergwertung      | Bergwertung            | Bergwertung                        | Bergwertung |
| Fahrer      | Fahrer           | Land                   | Team                               | Punkte      |
| ----------- | ---------------- | ---------------------- | ---------------------------------- | ----------- |
| 1.          | Simon Geschke    | Deutschland            | Cofidis                            | 46 P.       |
| 2.          | Louis Meintjes   | Südarfika              | Intermarché-Wanty-Gobert Matériaux | 39 P.       |
| 3.          | Neilson Powless  | Vereinigte Staaten     | EF Education-EasyPost              | 37 P.       |
| 4.          | Jonas Vingegaard | Dänemark               | Jumbo-Visma                        | 36 P.       |
| 5.          | Giulio Ciccone   | Italien                | Trek-Segafredo                     | 35 P.       |
| 6.          | Pierre Latour    | Frankreich             | TotalEnergies                      | 35 P.       |
| 7.          | Thomas Pidcock   | Vereinigtes Königreich | Ineos Grenadiers                   | 28 P.       |
| 8.          | Anthony Perez    | Frankreich             | Cofidis                            | 26 P.       |
| 9.          | Tadej Pogačar    | Slowenien              | UAE Team Emirates                  | 28 P.       |
| 10.         | Chris Froome     | Vereinigtes Königreich | Israel-Premier Tech                | 22 P.       |

| Nachwuchswertung | Nachwuchswertung   | Nachwuchswertung       | Nachwuchswertung                   | Nachwuchswertung  |
| Fahrer           | Fahrer             | Land                   | Team                               | Zeit              |
| ---------------- | ------------------ | ---------------------- | ---------------------------------- | ----------------- |
| 1.               | Tadej Pogačar      | Slowenien              | UAE Team Emirates                  | 60 h 00 min 50 s  |
| 2.               | Thomas Pidcock     | Vereinigtes Königreich | Ineos Grenadiers                   | + 6 min 27 s      |
| 3.               | Brandon McNulty    | Vereinigte Staaten     | UAE Team Emirates                  | + 57 min 43 s     |
| 4.               | Matteo Jorgenson   | Vereinigte Staaten     | Movistar Team                      | + 58 min 42 s     |
| 5.               | Andreas Leknessund | Norwegen               | Team DSM                           | + 1 h 13 min 44 s |
| 6.               | Michael Storer     | Australien             | Groupama-FDJ                       | + 1 h 23 min 02 s |
| 7.               | Kevin Geniets      | Luxemburg              | Groupama-FDJ                       | + 1 h 31 min 42 s |
| 8.               | Georg Zimmermann   | Deutschland            | Intermarché-Wanty-Gobert Matériaux | + 1 h 33 min 20 s |
| 9.               | Fred Wright        | Vereinigtes Königreich | Bahrain Victorious                 | + 1 h 44 min 35 s |
| 10.              | Andreas Kron       | Dänemark               | Lotto-Soudal                       | + 1 h 58 min 19 s |

| Mannschaftswertung | Mannschaftswertung    | Mannschaftswertung           | Mannschaftswertung |
| Team               | Team                  | Land                         | Zeit               |
| ------------------ | --------------------- | ---------------------------- | ------------------ |
| 1.                 | Ineos Grenadiers      | Vereinigtes Königreich       | 79 h 46 min 42 s   |
| 2.                 | Jumbo-Visma           | Niederlande                  | + 35 min 16 s      |
| 3.                 | Groupama-FDJ          | Frankreich                   | + 39 min 29 s      |
| 4.                 | UAE Team Emirates     | Vereinigte Arabische Emirate | + 1 h 04 min 39 s  |
| 5.                 | Bora-Hansgrohe        | Deutschland                  | + 1 h 09 min 30 s  |
| 6.                 | Movistar Team         | Spanien                      | + 1 h 43 min 33 s  |
| 7.                 | Bahrain Victorious    | Bahrain                      | + 1 h 58 min 34 s  |
| 8.                 | Arkéa-Samsic          | Frankreich                   | + 2 h 09 min 40 s  |
| 9.                 | EF Education-EasyPost | Vereinigte Staaten           | + 2 h 10 min 58 s  |
| 10.                | Team DSM              | Niederlande                  | + 2 h 28 min 07 s  |

## Ausgeschiedene Fahrer
Die folgenden Fahrer sind aus der Tour ausgeschieden:
- Primož Roglič (Jumbo-Visma): wegen Sturzfolgen nicht gestartet
- Simon Clarke (Israel-Premier Tech): wegen positiven Corona-Tests nicht gestartet
- Magnus Cort Nielsen (EF Education-EasyPost): wegen positiven Corona-Tests nicht gestartet
- Steven Kruijswijk (Jumbo-Visma): während der Etappe wegen Sturzverletzungen aufgegeben
- Michael Mørkøv (Quick-Step Alpha Vinyl Team):  Hors délai, erreichte das Etappenziel außerhalb der Karenzzeit